# Gračanica (Gacko, BiH)
Gračanica je naseljeno mjesto u općini Gacko, Republika Srpska, BiH.

## Stanovništvo

### 1991.
Nacionalni sastav stanovništva 1991. godine, bio je sljedeći:
ukupno: 328
- Srbi - 178 (54,26%)
- Muslimani - 143 (43,59%)
- ostali, neopredijeljeni i nepoznato - 7 (2,13%)

### 2013.
Nacionalni sastav stanovništva 2013. godine, bio je sljedeći:
ukupno: 10
- Srbi - 10 (100%)